# Miletus regina
Miletus regina är en fjärilsart som beskrevs av Druce 1873. Miletus regina ingår i släktet Miletus och familjen juvelvingar. Inga underarter finns listade i Catalogue of Life.